# Świdniki
Świdniki – wieś w Polsce położona w województwie lubelskim, w powiecie zamojskim, w gminie Miączyn.
W latach 1975–1998 miejscowość administracyjnie należała do województwa zamojskiego.
Wieś jest sołectwem w gminie Miączyn. Według Narodowego Spisu Powszechnego z roku 2011 wieś liczyła 406 mieszkańców.
Wieś jest siedzibą rzymskokatolickiej Matki Bożej Królowej Polski.

## Części wsi
| SIMC    | Nazwa   | Rodzaj    |
| ------- | ------- | --------- |
| 0894859 | Popówka | część wsi |

## Historia
W roku 1394  wieś została wymieniana w akcie erekcyjnym parafii grabowieckiej. W okresie pomiędzy XV a XVI wiekiem pozostaje w ręku rodu Świdnickich. W roku 1550 część  wsi przechodzi w posiadanie Stanisława Łaniewskiego (lub Łażniewskiego). 
Rejestr poborowy z roku 1578 wykazuje pobór z 12,5 łana kmiecego (to jest w około 210 ha). Wieś zostaje podzielona  na drobne działy, poprzez sprzedaż i sukcesje rodzinne, w związku z tym następuje rozdrobnienie działów a posiadaczami zostali:  Mikołaj i Szymon Świdnicki oraz 6 innych rodów. W 2 poł. XVIII w. i 1 ćw. XIX w. własność Batowskich, od 1835 r. Węgleńskich.
Według spisu z 1827 roku wieś liczyła 59 domów i 337 mieszkańców. Spis z roku 1921 (wówczas wieś w powiecie hrubieszowskim) wykazał 82 domy oraz 457 mieszkańców, w tym 7 Żydów i 140 Ukraińców.

## Zabytki
- Dawna murowana cerkiew w stylu klasycystycznym z 1850 r., remontowana w 1900 i 1945, obecnie służy jako kościół katolicki.
- Park stanowiący pozostałość po  dworze szlacheckim, spalonym podczas I wojny światowej. Murowany, klasycystyczny pałac został wzniesiony w k. XVIII w. Następnie, w k. XIX w. Jan Węgleński rozpoczął przebudowę pałacu wg projektu Stanisława Czachórskiego. Pałac był dwukondygnacyjny, z portykiem o czterech toskańskich kolumnach. W salonie znajdowały się meble nabyte na licytacji wyposażenia Zamku Królewskiego w Warszawie. We wnętrzach były obrazy, m.in. Kossaka, Tondosa, Brandta, Wyczółkowskiego. Pałac został spalony w okresie I wojny światowej i nie został odbudowany[12].